# Ресе-сюр-Урс
Ресе́-сюр-Урс (фр. Recey-sur-Ource) — коммуна во Франции, находится в регионе Бургундия. Департамент коммуны — Кот-д’Ор. Входит в состав кантона Ресе-сюр-Урс. Округ коммуны — Монбар.
Код INSEE коммуны — 21519.

## Население
Население коммуны на 2010 год составляло 383 человека.
| 1962 | 1968 | 1975 | 1982 | 1990 | 1999 | 2010 |
| ---- | ---- | ---- | ---- | ---- | ---- | ---- |
| 663  | 662  | 542  | 498  | 461  | 430  | 383  |

## Экономика
В 2010 году среди 218 человек трудоспособного возраста (15—64 лет) 163 были экономически активными, 55 — неактивными (показатель активности — 74,8 %, в 1999 году было 68,4 %). Из 163 активных жителей работали 141 человек (76 мужчин и 65 женщин), безработных было 22 (15 мужчин и 7 женщин). Среди 55 неактивных 10 человек были учениками или студентами, 25 — пенсионерами, 20 были неактивными по другим причинам.

## Города-побратимы
- Нидер-Ольм